# Gusto
Gusto（原名ZenPayroll）是一所美国薪酬计算公司。Gusto的服务覆盖了美国的50个州。

## 发展历史
原名ZenPayroll的Gusto是美国创投公司Y Combinator于2012年冬季培育的公司。2012年12月11日，ZenPayroll在加利福尼亚州正式推出其服务。
2013年6月12日，ZenPayroll开始支持支付合同。这得到了一些技术作家的欢迎并增加了ZenPayroll与ADP和Paychex等公司的竞争优势。ZenPayroll还宣布准备在佛罗里达州、得克萨斯州和纽约州推出其服务。截至8月，ZenPayroll的服务覆盖了美国的50个州。
2013年8月，ZenPayroll宣布其每年处理的支付总额已超过1亿美元。
2014年2月19日，Gusto宣布发起第一轮融资，估值达到100百万美元以上。该轮投资由General Catalyst Partners领投，凯鹏华盈也参与了该轮投资。
2015年4月，ZenPayroll对外公布了覆盖其服务的50个州。
2015年4月，公司发起二轮6000万美元的融资。该轮是由Google Capital投资领投的。
2015年7月，ZenPayroll宣布扩大其业务并在科罗拉多州丹佛开设了新的办事处。
2015年9月，ZenPayroll更名为Gusto并将健康福利和劳工赔偿的有关事宜纳入其工资软件。